# Spettro visibile

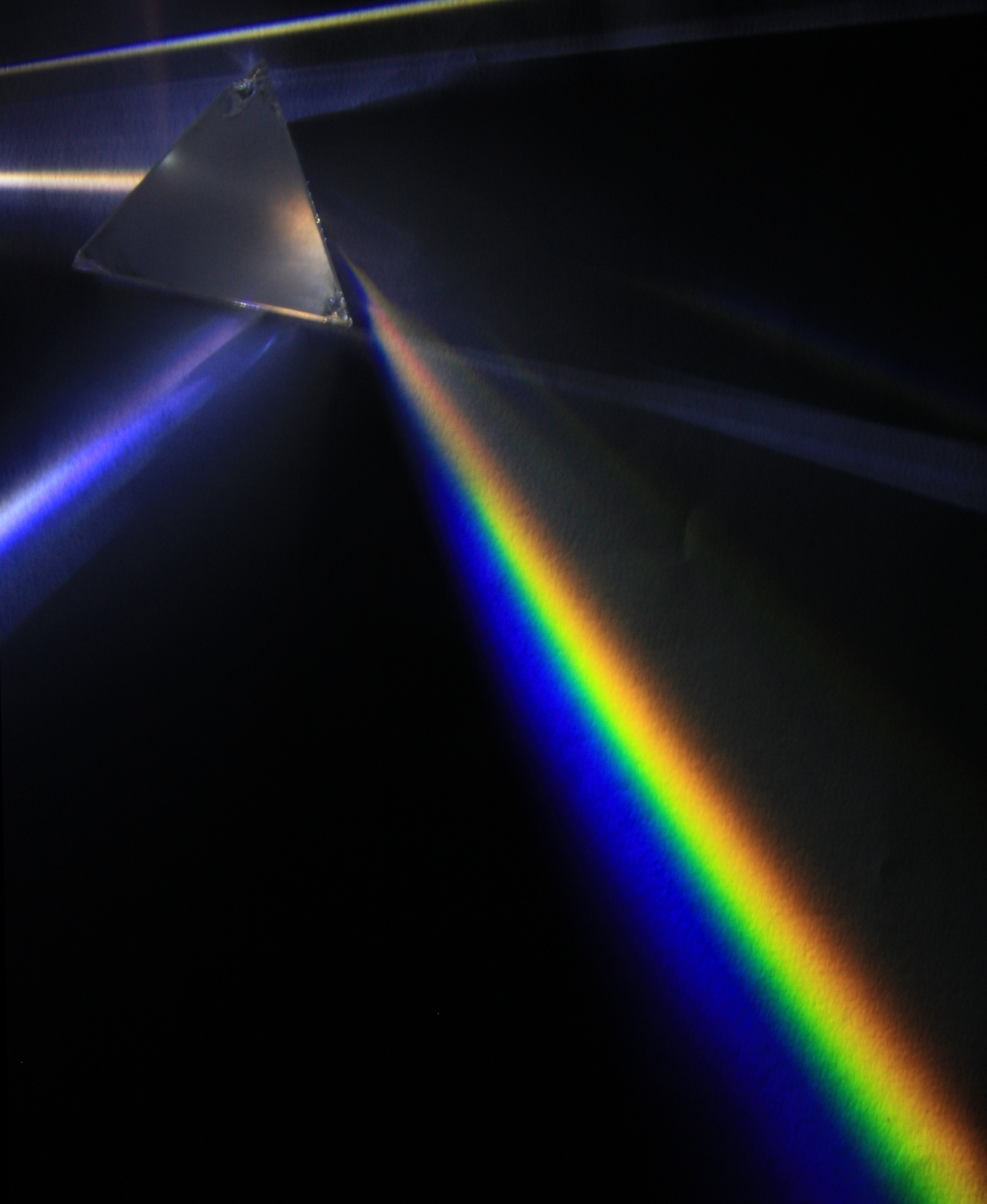
Un prisma separa per rifrazione la luce nei colori che compongono lo spettro visibile (esperimento di Newton)

Efficienza visiva dell'occhio umano. Rosso: visione fotopica (diurna); Blu: visione scotopica (notturna).

In fisica, lo spettro visibile (o luce visibile) è quella piccola parte dello spettro elettromagnetico percepibile dall'occhio umano, che però esclude la maggior parte delle frequenze della luce infrarossa e della luce ultravioletta, comprese nel fenomeno della luce. Così, la lunghezza d'onda della luce visibile nell'aria è indicativamente e mediamente valutabile da circa 750 a 380 nm (nemmeno una ottava di estensione); tuttavia, in condizioni ottimali eccezionali, la percezione visiva umana può estendersi limitatamente da 1100 nm (infrarosso) a 310 nm (ultravioletto), e questi limiti non sono definiti in modo netto, ma possono variare da individuo a individuo. Inoltre, le lunghezze d'onda corrispondenti in altri mezzi di trasmissione della luce (come l'acqua o il vetro), diminuiscono proporzionalmente rispetto all'indice di rifrazione. La luce visibile include la percezione di tutti i colori tra il rosso e il violetto, ed è evidente nella gamma di colori che si osservano quando la luce bianca viene dispersa per mezzo di un prisma o in un arcobaleno.
L'occhio umano presenta una sensibilità massima, per la visione diurna (fotopica ), attorno alla lunghezza d'onda di 555 nm (frequenza di 540 THz), corrispondente a un colore descritto come verde brillante o gialloverde; per la visione notturna (scotopica ), la sensibilità massima si sposta intorno ai 507 nm (590 THz), coincidente a un colore verde-ciano (che però di notte non viene percepito, dato che la visione scotopica è monocromatica).
| Colore    | Lunghezza d'onda (nm) | Frequenza (THz) |
| --------- | --------------------- | --------------- |
| Violetto  | 380-450               | 670-790         |
| Blu       | 450-485               | 620-670         |
| Ciano     | 485–500               | 600–620         |
| Verde     | 500-565               | 530-600         |
| Giallo    | 565-590               | 510-530         |
| Arancione | 590-625               | 480-510         |
| Rosso     | 625-750               | 400-480         |

## Storia

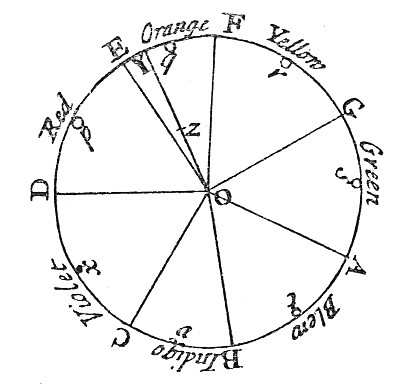
Il cerchio dei colori di Newton, che mostra i legami tra i diversi colori, le note musicali e i pianeti

I primi studi sullo spettro visibile furono condotti da Isaac Newton, nel suo trattato intitolato Opticks, e da Goethe, nel saggio La teoria dei colori, benché osservazioni precedenti furono eseguite in questo senso da Ruggero Bacone, quattro secoli prima di Newton.
Newton per primo usò il termine spettro (dal latino spectrum, con il significato di "apparenza" o "apparizione"), in una stampa del 1671, dove descriveva i suoi esperimenti di ottica. Egli osservò che quando un raggio di luce colpiva una superficie di un prisma di vetro con un certo angolo, una parte del raggio veniva riflessa, mentre la parte restante attraversava il prisma e ne usciva scomposta in bande colorate. Newton ipotizzò che la luce fosse composta da particelle di differenti colori, e che ogni colore viaggiasse con una propria velocità, compresa tra quella del rosso (il più veloce) e quella del violetto (il più lento). Ne conseguiva che ciascun colore subiva la rifrazione in maniera diversa, cambiando traiettoria e separandosi dagli altri.
Newton divise così lo spettro in sette diversi colori: rosso, arancione, giallo, verde, blu, indaco e violetto. La scelta di sette colori non poggiava su basi scientifiche, ma filosofiche, in particolare sulla teoria esoterica della connessione tra colori, note musicali (sette), pianeti (allora erano ritenuti essere sette) e giorni della settimana (sempre sette). L'occhio umano d'altra parte riesce solo con difficoltà a distinguere l'indaco dal blu e dal violetto, fatto che ha spinto molti a ritenere di dover eliminarlo dal novero dei colori dello spettro.

Spettro luminoso: distanziando progressivamente il prisma, i due poli del colore tendono a congiungersi nel verde

Spettro oscuro: distanziando il prisma, i due poli del colore tendono a congiungersi nel magenta (o porpora)

Johann Wolfgang von Goethe contestò invece le conclusioni di Newton, attribuendo al prisma la scomposizione della luce nei differenti colori dell'iride, e proponendo una descrizione qualitativa del fenomeno: i colori non sono contenuti nel bianco, ma nascono dall'interazione della luce col buio, cioè da opposte polarità. Goethe sperimentò infatti che non basta far passare un raggio di luce bianca attraverso un prisma per ottenere i colori, ma che questi diventano visibili solo lungo i bordi di una striscia o una macchia di colore nero, che sia stata precedentemente tracciata sulla parete oggetto dell'osservazione, o sulla quale viene proiettato il raggio. In tal modo si ottengono due tipi di spettro:
- quello luminoso, quando il bianco della luce, proiettato a distanza attraverso il prisma, produce un raggio i cui bordi si uniscono progressivamente a formare il verde;
- e quello oscuro, non tenuto in considerazione da Newton, che si osserva guardando attraverso il prisma una striscia nera, i cui bordi si uniranno progressivamente a formare il porpora man mano che ci si allontana dalla parete.[6]

Anche il filosofo idealista Georg Wilhelm Friedrich Hegel, schierandosi dalla parte di Goethe, sottolineò come il prisma non sia uno strumento neutro, ma sia la causa dell'insorgere dei diversi offuscamenti della luce chiamati "colori", enumerati arbitrariamente da Newton come sette: 
(Friedrich Hegel, Filosofia della natura, lezioni del 1823-24)

## Descrizione
L'onda elettromagnetica nel vuoto viaggia sempre alla medesima velocità; in presenza di altri mezzi, viaggia ad una velocità inferiore, e il rapporto tra le due velocità è detto indice di rifrazione del mezzo. Tale indice dipende dalla frequenza dell'onda luminosa e dal momento che la luce è composta da differenti frequenze elettromagnetiche, essa verrà dispersa nel passaggio dal vuoto (o dall'aria) ad un altro mezzo. L'acqua e il vetro sono ottimi materiali per sperimentare tale fenomeno: un prisma di vetro, come si è visto prima, rende visibile lo spettro ottico mentre l'arcobaleno è l'esempio ideale della rifrazione naturale della luce nell'acqua.
Le radiazioni con lunghezza d'onda minore (e quindi frequenza maggiore) sono gli ultravioletti, i raggi X e i raggi gamma; quelle con lunghezza maggiore (e frequenza minore) sono gli infrarossi, le microonde e le onde radio. Tutte queste radiazioni hanno la stessa natura, sono infatti tutte composte da fotoni. Lo spettro visibile rappresenta la parte centrale dello spettro ottico che comprende anche infrarosso e ultravioletto.
Lo spettro visibile non contiene come si può pensare tutti i colori che l'occhio e il cervello possono distinguere: il marrone, il rosa, il magenta, per esempio, sono assenti, in quanto si ottengono dalla sovrapposizione di diverse lunghezze d'onda.
Le lunghezze d'onda visibili occupano la cosiddetta "finestra ottica", una regione dello spettro elettromagnetico che può attraversare indisturbata l'atmosfera della Terra (benché come è noto il blu venga diffuso più del rosso, dando al cielo il suo colore caratteristico). Esistono anche "finestre" per l'infrarosso vicino (NIR), medio (MIR) e lontano (FIR), ma sono al di là delle capacità umane di percezione.
Alcune specie animali, come per esempio le api, possono "vedere" in differenti regioni dello spettro elettromagnetico, in questo caso l'ultravioletto, per facilitare la ricerca del nettare dei fiori, i quali cercheranno quindi di attirare gli insetti mostrandosi "invitanti" proprio a quelle lunghezze d'onda.
All'altro capo dello spettro alcuni serpenti non vedono gli infrarossi perché, pur essendo animali a sangue freddo, la loro retina sarebbe comunque più calda del corpo da vedere.
Dato che un rilevatore IR deve essere più freddo della radiazione da rilevare (vedi quelli del telescopio spaziale Hubble, raffreddati con elio liquido pur essendo nello spazio esterno), eventuali recettori IR in un occhio interno sarebbero accecati dal sangue e dal corpo stesso del serpente, per questo l'animale ha appunto dei ricettori termici sulla pelle ai lati del cranio, nella posizione più adatta, che gli permettono di cacciare anche al buio.

Posizione dello spettro visibile all'interno dello spettro elettromagnetico (a dx infrarossi, microonde e onde radio, a sx ultravioletti, raggi X e raggi gamma)

### I colori dello spettro
I colori dell'arcobaleno nello spettro includono tutti quei colori che sono prodotti da un raggio di luce visibile, di una precisa lunghezza d'onda (raggio monocromatico o puro).
Benché lo spettro sia continuo e non vi siano "salti" netti da un colore all'altro, si possono comunque stabilire degli intervalli approssimati per ciascun colore.
|                                             | Nome del colore, fonte di luce, o tintura | Campione          | Lunghezza d'onda, nm | Frequenza, THz       | Tonalità | Commenti |
|                                             | Rosso                                     | Rosso             | 740–625              | 405–479              | | Nome di colore tradizionale, include alcune tonalità non-spettrali vicine. Il confine di onda-corta può estendersi a 620 o persino a 610 nanometri |
| • Rosso estremo spettrale = rosso (CIE RGB) | ×                                         | 740               | 405                  | ?                    | L'esatta posizione spettrale ha più influenza su luminanza rispetto alla cromaticità in questa banda; le cromaticità sono pressoché le stesse per queste due varianti | |
| • Rosso (Wide-gamut RGB primario)           | ×                                         | ≈ 700             | ≈ 428                | ?                    | L'esatta posizione spettrale ha più influenza su luminanza rispetto alla cromaticità in questa banda; le cromaticità sono pressoché le stesse per queste due varianti | |
| • Laser a elio-neon                         | ×                                         | 633               | 473                  | ?                    | | |
| • Alcune tinture carminio                   | ×                                         | NIR–602           | 497-NIR              | ?                    | Quasi spettrale, ma altre parti del carminio sono "magenta" | |
| • rosso (sRGB primario)                     |                                           | 614–609           | 488–492              | 0°                   | Notevolmente non-spettrale | |
|                                             | Giallo                                    | Giallo            | (620–560) 625–565    | (483–540) 479–530    | | Nome di colore tradizionale |
| Arancione                                   |                                           | (620–585) 625–590 | 483–512 479–508      | 0°–30°               | La parte di onda-corta (giallognola) corrisponde all'ambra, l'onda-lunga (rossiccia) è vicina (o include) il rosso RGB.                                               | |
| • Lampada sodio-vapore                      |                                           | ≈ 589             | ≈ 508                | ?                    | | |
| • giallo (NCS)                              |                                           | ?                 | ?                    | 50°                  | L'oro ha quasi un'identica cromaticità a h = 51° | |
| • Munsell 5Y for V = 10, C = 22             |                                           | ≈ 577             | ≈ 519                | ?                    | | |
| • giallo (canarino) processato              |                                           | ?                 | ?                    | 56°                  | | |
| • giallo (sRGB secondario)                  |                                           | ≈ 570             | ?                    | 60°                  | | |
| • giallo Chartreuse                         |                                           | ?                 | ?                    | 68°                  | | |
| Lime                                        |                                           | ≈ 564             | ?                    | ≈ 75°                | Può essere classificato come verde o giallo | |
|                                             | Verde                                     | Verde             | 565–###              | 530–###              | | Nome di colore tradizionale |
| • verde Chartreuse                          |                                           | ?                 | ?                    | 90°                  | | |
| • Verde brillante                           |                                           | ≈ 556 - *$&#      | ?                    | 96°                  | | |
| • Arlecchino                                |                                           | ≈ 552             | ?                    | 105°                 | | |
| • verde (sRGB primario)                     |                                           | ≈ 549             | ≈ 547                | 120°                 | Notevolmente non-spettrale | |
| • verde (Wide-gamut RGB primario)           | ×                                         | ≈ 525             | ≈ 571                | ?                    | Quasi spettrale | |
| • Verde primavera (sRGB definizione)        | ×                                         | ?                 | ?                    | 150°                 | Potrebbe trovarsi piuttosto lontano dallo spettro | |
| • verde (NCS)                               | ×                                         | ?                 | ?                    | 160°                 | Potrebbe trovarsi piuttosto lontano dallo spettro | |
| • Munsell 5G for V = 4, C = 29              | ×                                         | ≈ 503             | ≈ 597                | (?)≈ 163°(estrap.)   | | |
|                                             | Ciano                                     | Ciano             | (500+–480) 520–500   | (593–624) 576–600    | | |
| • Turchese                                  | ×                                         | ?                 | ?                    | ≈ 175°               | La maggior parte di "turchese" ricade molto lontano dallo spettro | |
| • ciano (secondario sRGB)                   | ×                                         | 488               | ?                    | 180°                 | Si trova piuttosto lontano dallo spettro | |
| • ciano processato                          | ×                                         | ?                 | ?                    | 193°                 | Si trova piuttosto lontano dallo spettro | |
|                                             | Blu                                       | Blu               | (490–400) 500–380    | (610–750) 600–788    | | Nome di colore tradizionale |
| • blu (NCS)                                 | ×                                         | ?                 | ?                    | 197°                 | Si trova piuttosto lontano dallo spettro | |
| • Azzurro (sRGB definizione)                | ×                                         | ≈ 488             | ≈ 614                | ≈ 210°               | Potrebbe trovarsi piuttosto lontano dallo spettro | |
| • Munsell 5B for V = 5, C = 20              | ×                                         | ≈ 482             | ≈ 622                | (?)≈ 225°(estrap.)   | | |
| • blu (primario RGB)                        |                                           | 466–436           | ?                    | 240° (di sRGB)       | Può essere classificato come indaco o (se assente) come violetto | |
| Indaco                                      |                                           | ≈ 446             | ≈ 672                | (?)≈ 243°(estrap.)   | La definizione è controversa, questa lunghezza d'onda appartiene meno discutibilmente a "indaco"                                                                      | |
| Violetto                                    | ×                                         | (450–400) 435–380 | (666–750) 689–788    | fino a 277°(estrap.) | Il violetto spettrale lontano è molto debole e si vede raramente | |

### Spettro dei colori di un display

Spettro di un display a colori

I moderni display a colori (presenti nei monitor dei computer o nei televisori, per esempio) utilizzano solo il rosso, il verde e il blu, che servono ad "approssimare" anche gli altri colori dello spettro. Nell'illustrazione a fianco, si possono vedere gli intervalli in cui questi tre colori vengono utilizzati.

## Spettroscopia
Lo studio di oggetti basato sullo spettro della luce visibile che essi emettono è chiamato spettroscopia; un importante campo di ricerca della spettroscopia si ritrova nell'astronomia, dove essa è fondamentale per l'analisi delle proprietà fisiche dei corpi celesti. In generale, la spettroscopia astronomica utilizza reticoli di diffrazione con alto potere di dispersione, in modo da ottenere un'altissima risoluzione. Si possono rilevare in questo modo gli elementi chimici che compongono il corpo celeste attraverso le linee di emissione e di assorbimento; l'elio fu scoperto proprio attraverso l'analisi spettroscopica della luce solare. Misurando inoltre lo spostamento delle linee spettrali, si può ricavare il valore dello spostamento verso il rosso o dello spostamento verso il blu dell'oggetto.
Il primo pianeta extrasolare fu scoperto analizzando tale spostamento, che era causato da variazioni di velocità della stella (influenzata gravitazionalmente dal pianeta) dell'ordine di pochi metri al secondo.

## Proprietà

### Calore
Sebbene la luce infrarossa non visibile sia più comunemente pensata come "radiazione termica", qualsiasi frequenza di luce, inclusa la luce visibile, riscalderà le superfici che le assorbono. Una potente fonte di luce puramente visibile, come un laser a luce visibile, può carbonizzare la carta.

### Effetti biologici
La luce visibile ad alta energia (luce HEV, High Energy Visible) (luce viola/blu, con una lunghezza d'onda di 400-450 nm) ha una serie di effetti biologici, specialmente sull'occhio. Gli studi dell'Harvard Health Publishing e dell'ANSES francese hanno scoperto che l'esposizione alla luce blu ha un effetto negativo sul sonno.